# Floris Verster
Floris Henrik Verster van Wulverhorst (Leiden, 9 juni 1861 – aldaar, 21 januari 1927), bekend als Floris Verster, was een Nederlands kunstschilder. Hij schilderde vooral bloemstillevens, maar ook landschappen, stadsgezichten en soms mensen.

## Leven en werk

### Jeugd en opleiding
Floris Verster was de oudste van de twee zonen van Florentius Abraham Verster van Wulverhorst (1826-1923) en Margaretha van Kaathoven. Verster senior, een bekende vogelkenner naar wie een papegaaiensoort is genoemd (de Poicephalus senegalus versteri), werkte als administrateur bij het Rijksmuseum van Natuurlijke Historie in Leiden, waar de zoon vaak kwam en gefascineerd raakte door de opgezette dieren. In navolging van zijn vader ging hij dieren tekenen en werd zich daardoor bewust van sterfelijkheid en verval. In zijn latere werk bleef dit een belangrijk thema, niet alleen in de uitbeelding van dode vogels, maar ook in de verlepte bloemen die hij opnam in zijn stillevens.
Verster doorliep de Leidse HBS. Vanaf zijn twaalfde jaar was Gerardus Johannes Bos zijn leraar tekenen en lithografie. In 1878-79 kreeg hij aan de Leidse academie Ars Aemula Naturae korte tijd les van George Breitner, met wie hij zich verwant voelde, al nam hij Breitners felle expressiviteit in zijn schilderstijl niet over. Breitner, Isaac Israëls en Willem de Zwart waren vanaf 1880 zijn studiegenoten aan de Academie van Beeldende Kunsten in Den Haag. Hij kreeg in 1883 de opdracht een militair blad te illustreren, waarvoor hij in de paardenstallen van de Leidse Doelenkazerne van dichtbij de paardenlijven en -hoofden mocht tekenen. In 1884 rondde hij zijn opleiding af, waarna hij een half jaar lessen volgde bij Amédée Bourson in Brussel.

### Eerste periode

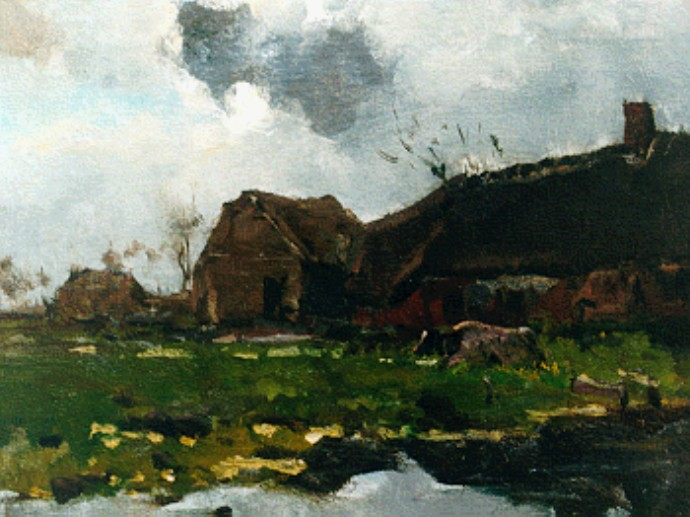
De Boerderij, voor 1885, olieverf op doek

Stilleven met pioenen, 1889, olieverf op doek, Rijksmuseum, Amsterdam

In 1882 betrokken Verster en Menso Kamerlingh Onnes samen een atelier. Hij leerde diens zuster Jenny Kamerlingh Onnes, telg uit het geslacht Onnes, kennen. Ze verloofden zich in 1888 en trouwden in oktober 1892. Ze vestigden zich op het landgoed Groenoord aan de Haarlemmertrekvaart aan de toenmalige noordelijke rand van Leiden. Hij leidde een enigszins teruggetrokken leven. Tot zijn weinige vrienden behoorden bekende kunstschilders: Thorn Prikker, Jan Toorop, Breitner, Théophile de Bock en Eduard Karsen. Toen hij in 1890 in Amsterdam de dichter-schrijver Albert Verwey, een van de Tachtigers, leerde kennen, ontwikkelde zich een nauwe vriendschap die voortduurde tot Versters dood. In Gesprekken met een Gestorvene, een gedicht uit De figuren van de sarkofaag (1930), richtte Verwey zich tot zijn overleden vriend.
Tot ongeveer 1885 richtte Verster zich op het Hollandse weidelandschap met boerderijen, schuurtjes, waterplassen en vaarten onder een grijze wolkenhemel, zoals hij dat aantrof rondom Leiden, in Noorden bij Nieuwkoop en Kortenhoef. Zijn stijl was sterk geïnspireerd op die van de Haagse School-schilders, zoals in het schilderij De Boerderij. Zijn specialiteit was het schilderen in detail van dichtbij, met een verfijnde aandacht voor de spelingen van het licht. In 1885 maakte hij voor het eerst een stilleven (van uien); het stilleven van een dode zwaan uit 1886 laat een ontwikkeling zien naar de persoonlijke stijl van zijn latere werk. Hierbij onderging hij invloed van zijn zwager Kamerlingh Onnes en de Franse schilders Antoine Vollon en Théodule Ribot.
Omstreeks 1884, tijdens een verblijf in Brussel, had Verster de kunstenaarsgroep Les XX van Octave Maus leren kennen, waarvan James Ensor en Guillaume Vogels deel uitmaakten, en ook Jan Toorop met wie hij bevriend raakte. Hij sloot zich aan bij hun avantgardistische stijl, met uitbundig kleurgebruik en een ruwe streek. Vanaf 1888 begon hij grote bloemstillevens en landschappen te schilderen. Door de toepassing van gekleurde glasplaat, zilverpapier en spiegels gaf hij zijn schilderijen een licht en kleurig effect, bijvoorbeeld in Papavers en Stilleven met pioenen van 1889. Op de Salon des XX in Brussel in 1891, waar hij exposeerde samen met Auguste Rodin, James Ensor, Paul Gauguin, Claude Monet en Vincent van Gogh, oogstte hij hiermee veel succes. Veel later, in 1911, gaf Reinier de Vries er een beoordeling van:
"Deze Verster heeft iets gemeen met den kleurenvirtuoos Kamerlingh Onnes, die als hij verzot is op de tinteling in glazen vazen, op de vloeiende kleuren van roode bloemen. Maar nog sterker spreekt zijn [Versters'] kleurenlust, als hij in ongebroken tinten, zooals de jonge Franschen dat wel doen, zijn geel, zijn rood, zijn paarsch tegen elkaar zet".
Via Verwey stond Verster in contact met de schilders onder de Tachtigers. Zij herkenden in zijn werk de "allerindividueelste expressie van de allerindividueelste emotie" volgens hun eigen uitgangspunten, maar Verster wilde zich niet door een beweging laten inlijven. De kunstcriticus A.M. Hammacher wees op Versters uitzonderlijke aandacht voor de achtergrond in het schilderij waarbij alledaagse voorwerpen als pannen, potten, gordijnen, dekens, damast, glaswerk of spiegels even belangrijk waren als het hoofdmotief, terwijl bij de Haagse School, Paul Gabriël bijvoorbeeld, de achtergrond een secundaire rol speelde.
Vanuit zijn Leidse landgoed Groenoord trok Verster af en toe naar Amsterdam, waar hij bij Caves de France in de Kalverstraat jonge kunstbroeders ontmoette. Zijn afstandelijke houding stond zijn belangstelling voor de beweging van Tachtig niet in de weg.

### Tweede periode
Omstreeks 1892, in de tijd van zijn huwelijk, sloeg Verster andere wegen in. Hij had het gevoel dat hij was vastgelopen, ook al hadden zijn stillevens veel succes. Hij ontwikkelde zich tot een bekwaam graficus en daarnaast ging hij in navolging van zijn vriend Jan Toorop over op pasteltekeningen. Zijn vrouw Jenny Kamerlingh Onnes schreef daarover in haar dagboek:
"Sterk voelt hij dat er iets anders, iets nieuws moet komen en wanhopig zoekt hij en grappig is het hoe hij reeds zoolang dit voelde en hoe het nu ook in alle artikelen [werken] doorschemert. [..] Toorop is voor hem de eenig nieuwe, de verst vooruitstrevende".
Tekeningen als Eucalyptus (1896) en Avond tonen een heel andere sfeer dan zijn kleurige stillevens. Hij maakte een portretschets van Breitner (die omgekeerd ook hem portretteerde in 1923) en een tekening van het kasteel Endegeest, waarover Jenny schreef:
"Na zijn huwelijk maakt hij studies in pastel en daarna de teekening van 't kasteel Endegeest, in de winter bij ondergaande zon. Mooi zijn de met dik klimop begroeide bomen, de karakteristieke palmpjes en de rododendrons fijn van kleur, de lucht met het netwerk van takken".
Vanaf 1894 ging hij van pasteltekeningen over op waskrijt en maakte precisiewerk, waarbij de afzonderlijke krijtlijntjes onzichtbaar werden. Bij deze verfijnde techniek kostte het hem maanden om één tekening te maken. In tien jaar tijd maakte hij ruim 25 tekeningen in deze trant. In dezelfde periode schilderde hij ook kleine stillevens van alledaagse voorwerpen met een steeds lichter wordende kleur, een geconcentreerde vorm en een verstilde atmosfeer. Ook schilderde hij portretten, onder meer van zijn vrouw Jenny en van zijn vader.
De kunstenaars en critici Henk Bremmer en Albert Plasschaert, bewonderaars van Versters werk, bezochten hem regelmatig om zijn werk te bekijken. Door Bremmers bemiddeling kochten diverse kunstverzamelaars, onder wie Helene Kröller-Müller, werk van hem aan.

### Laatste jaren
In zijn laatste periode stond Verster bekend als "de kluizenaar van Groenoord". Hij kwam bijna niet meer van zijn landgoed af. Hij begon steeds meer te tobben en te twijfelen aan zichzelf en aan zijn werk. Hij schilderde niet veel meer en het echtpaar vereenzaamde. Zijn gezondheid ging achteruit en ook Jenny werd ziek. Toen zij in 1926 onverwacht stierf was dat een dieptepunt, dat nog verergerd werd doordat de gemeente Leiden in datzelfde jaar het landgoed Groenoord onteigende voor de aanleg van een wegverbinding en de nieuwe veehallen. De schadeloosstelling bedroeg 37.500 gulden. Floris Verster werd opgenomen en verpleegd in het Diaconessenhuis aan de Witte Singel, vanwaar hij nog een keer per auto naar Groenoord werd gereden om een paar in zijn ogen mislukte kunstwerken te vernietigen.
Op 21 januari 1927 werd zijn dode lichaam aangetroffen in de vijver van Groenoord. Hoe hij aan zijn einde was gekomen, is nooit opgehelderd. Zijn laatste rustplaats werd de begraafplaats Groenesteeg.

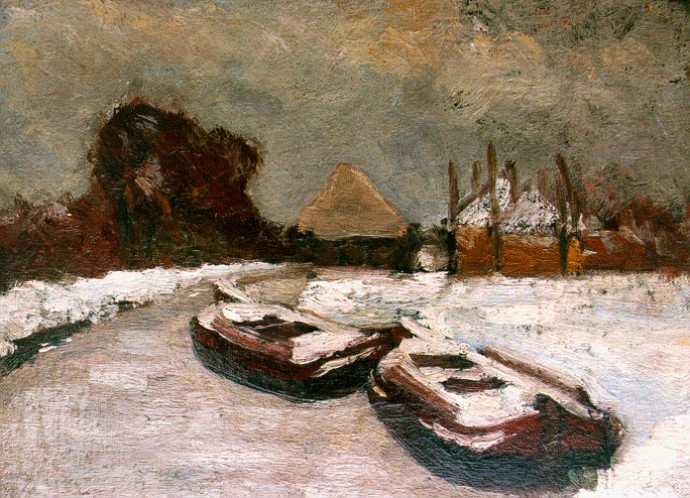
Winters gezicht op dorpje aan het water, ca. 1882, olieverf op paneel
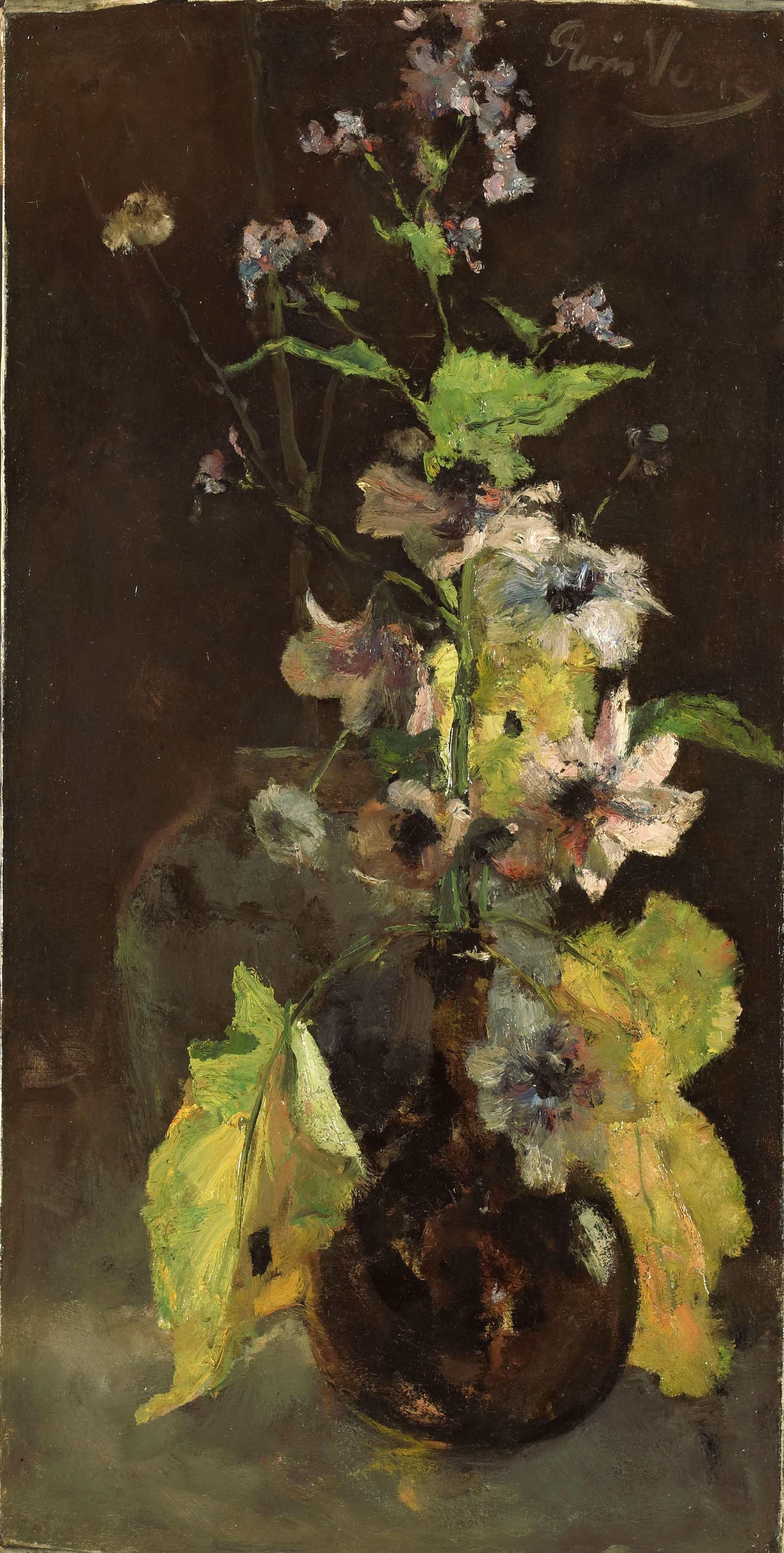
Anemonen, 1888, olieverf op doek, Rijksmuseum Amsterdam
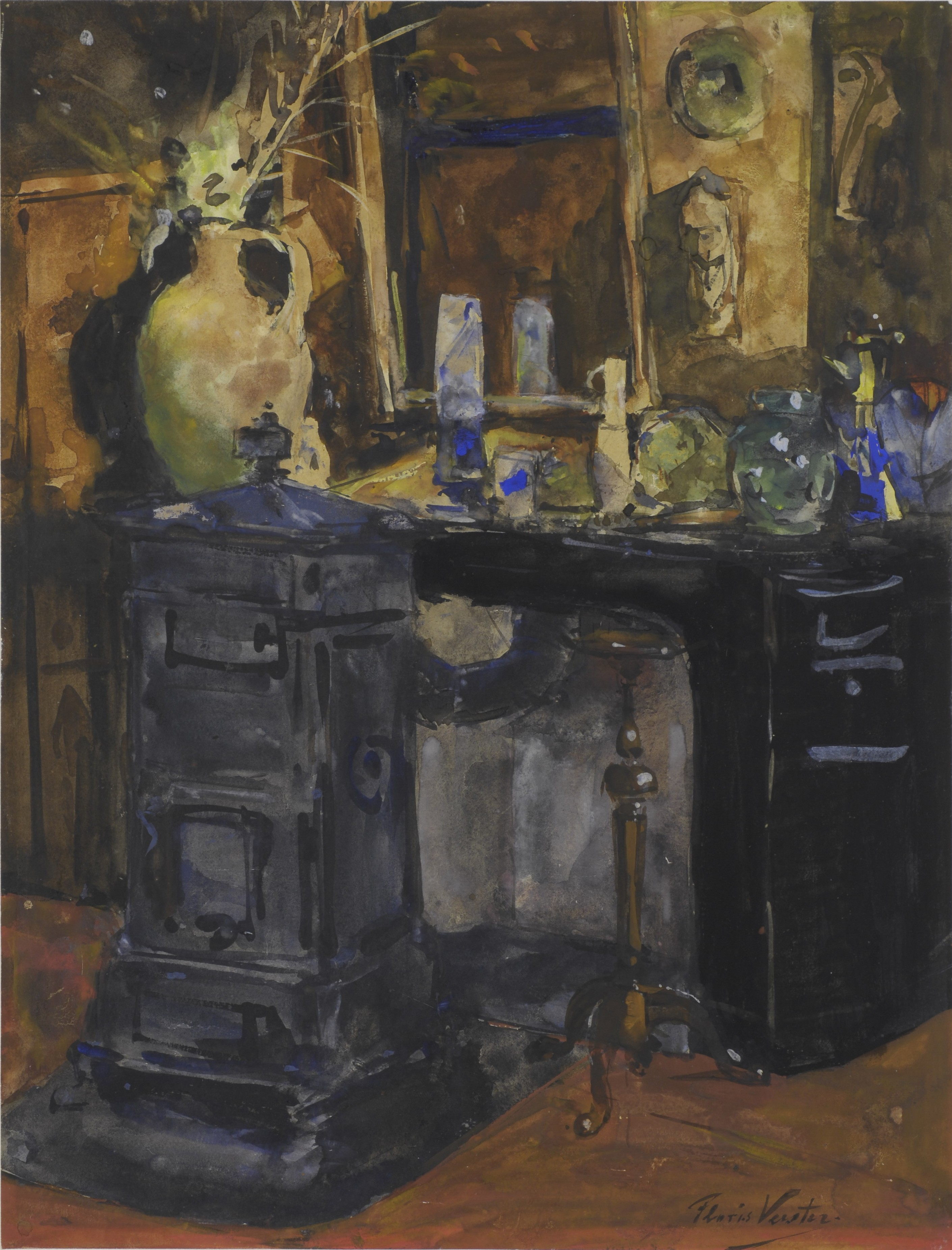
Gezicht in het atelier van Floris Verster, 1888, aquarel op papier, Museum De Lakenhal, Leiden
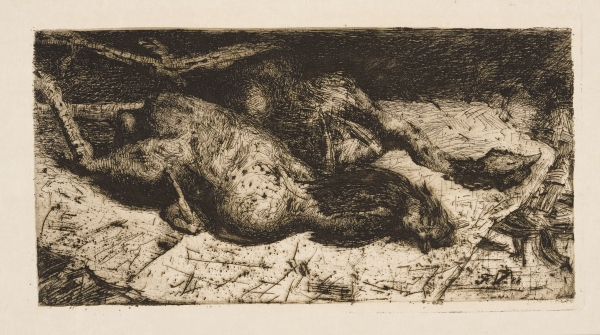
Geplukte hanen, 1892, inkt op papier, Rijksmuseum Twenthe, Enschede
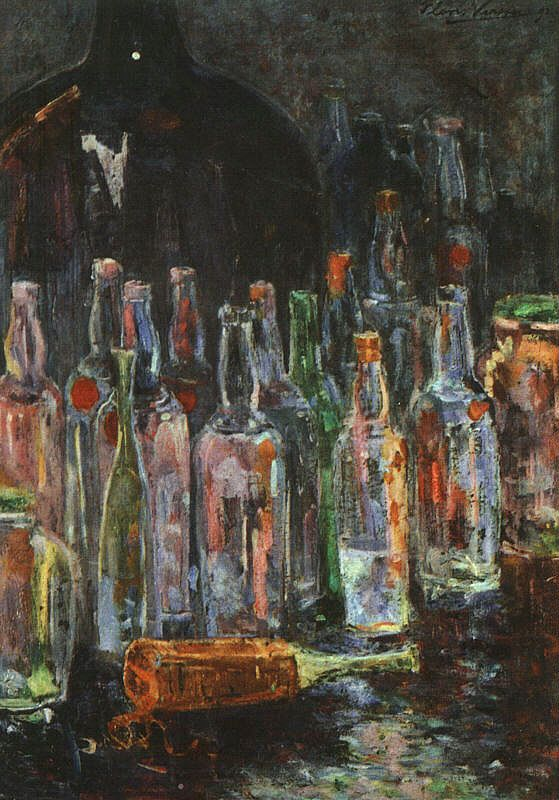
Stilleven met flessen, 1892, olieverf op doek, Kröller-Müller Museum, Otterlo
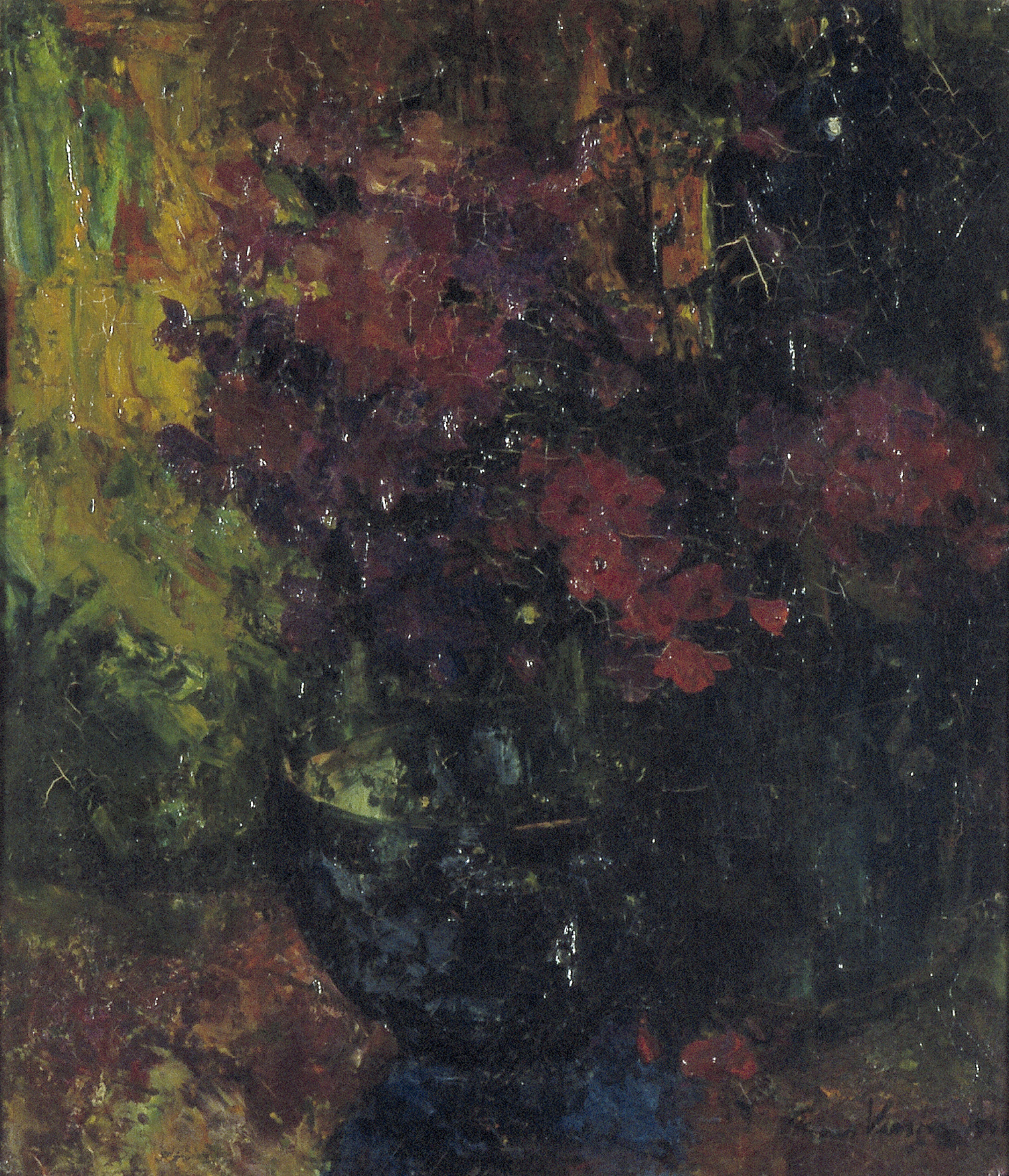
Floxen in bolvormige vaas, 1901, olieverf op doek, rijkscollectie RCE, Museum De Lakenhal, Leiden
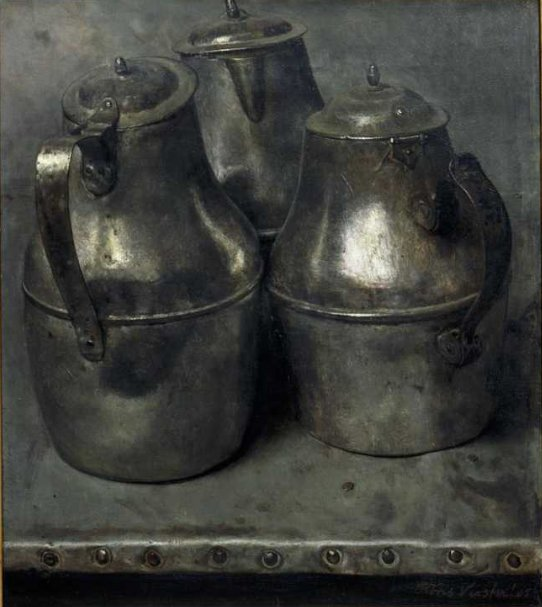
Blikken kannen, 1905, olieverf op doek
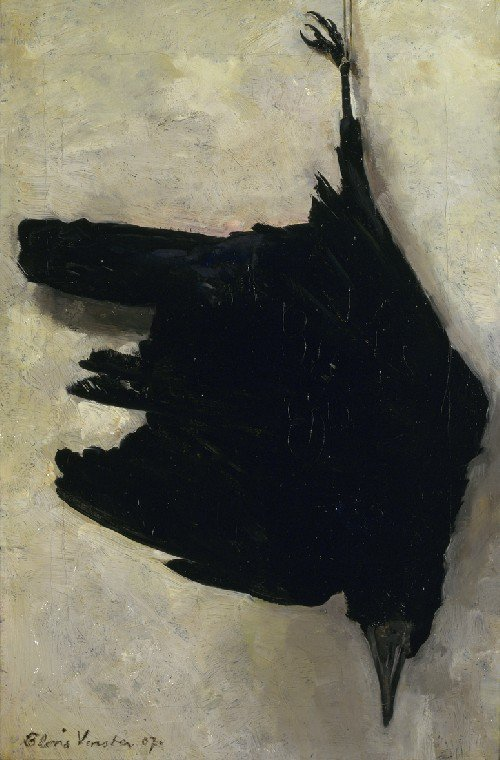
Dode kraai, 1907, olieverf op doek, Dordrechts Museum
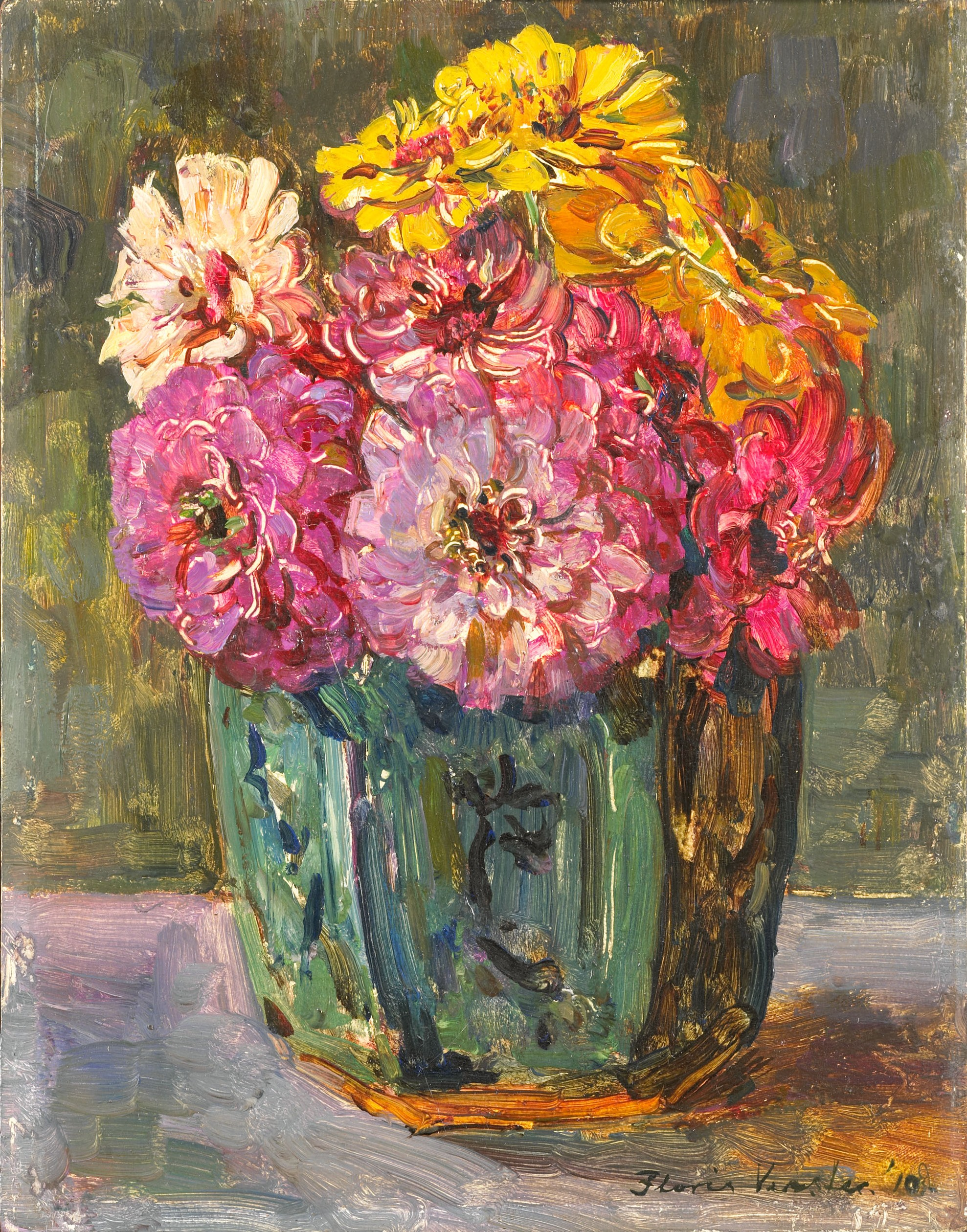
Stilleven met zinnia's in een gemberpot, 1910, olieverf op paneel, Rijksmuseum, Amsterdam
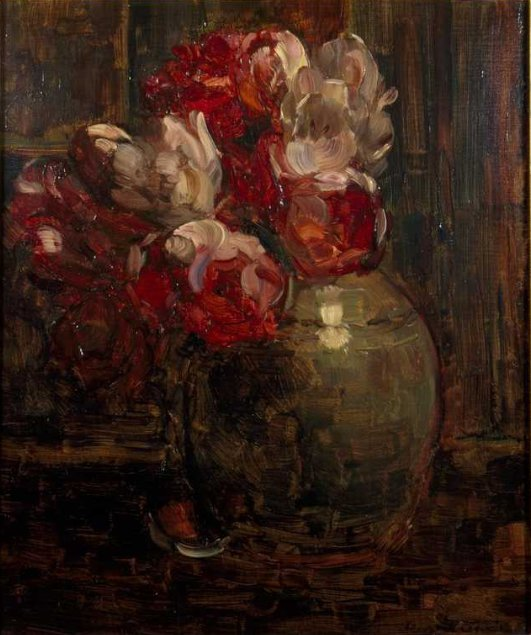
Gemberpot met tulpen, 1913, olieverf op doek, Centraal Museum, Utrecht
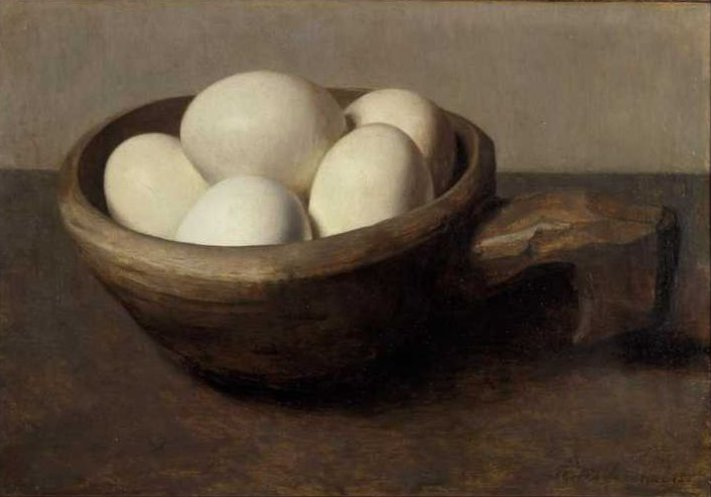
Nap met eieren, 1915, olieverf op paneel, Centraal Museum, Utrecht

## Werk in openbare collecties (selectie)
De belangrijkste verzamelingen van zijn werk bevinden zich in het Kröller-Müller Museum in Otterlo en in Museum De Lakenhal te Leiden. Andere musea met werk van Verster in de collectie zijn onder meer: het Groninger Museum, Museum Boijmans Van Beuningen, Rotterdam het Rijksmuseum Amsterdam en het Dordrechts Museum.
- Biografisch Portaal: 03817095
- Digitale Bibliotheek voor de Nederlandse Letteren: vers038
- Gemeinsame Normdatei: 124761445
- International Standard Name Identifier: 0000 0000 6684 3749
- Library of Congress Control Number: nr2003019556
- Nederlandse Thesaurus van Auteursnamen: 071461345
- RKD-Nederlands Instituut voor Kunstgeschiedenis: 80700
- SNAC: w6fn1qjn
- Système universitaire de documentation: 104429127
- Union List of Artist Names: 500008293
- Virtual International Authority File: 74793906
- WorldCat: E39PBJmhTr9B479WxYYxCCrDv3